# Halaphanolaimus norvegicus
Halaphanolaimus norvegicus is een rondwormensoort uit de familie van de Leptolaimidae.